# Barsbüttel
Barsbüttel là một đô thị ở huyện Stormarn, bang Schleswig-Holstein, Đức. Đô thị này có diện tích 24,68 km², dân số thời điểm 31 tháng 12 năm 2006 là 12.401 người. Đô thị này nam về phía đông của Hamburg.